# Щитомордник середній
Щитомордник середній (Gloydius intermedius) — вид змій родини гадюкових (Viperidae). Поширений у Південно-Східній Азії.  Отруйна змія.
Інша назва: «середньоазійська ямкоголова змія».

## Опис
Змія середнього розміру до 86 см завдовжки. Спостерігається статевий диморфізм — самці більше за самок. Голова велика, добре відмежована від тулуба. Край морди помітно загострений. Зверху голова вкрита великими щитками, які утворюють злегка втиснутий щит. Черевних щитків — 149—166, підхвостових — 32—48 пар. Навколо середини тулуба є 23 рядки луски. Має парні трубчасті отруйні зуби на дуже рухомій верхньощелепній кістці.
Забарвлення верхньої сторони тіла коливається від сірого до темно-коричневого. Поперек тулуба проходить 28—45 темно-сірих, коричневих або чорних смуг, поперек хвоста — 9—13 смуг. Забарвлення черева — від світло-сірого до майже чорного в цяточках. З боків тулуба проходять темні плями, які іноді зливаються з поперечними смугами в одну зламану смугу. 

## Поширення
Далекосхідний вид, поширений у південно-східних регіонах Росії, Північно-Східному Китаї (Манчьжурія) та Корейському півострові. У межах ареалу вид симпатричний із щитомордниками уссурійським (Gloydius ussuriensis) і короткохвостим (Gloydius blomhoffii brevicaudatus).

## Особливості біології
Ареал щитомордника середнього в цілому лежить у межах смуги кедрово-широколистяних лісів манчьжурського типу. Населяє гірську місцину, вологі біотопи, уникаючи відкритих степових просторів. Це можуть бути гірські луки, межа лісу та великих боліт, зарості чагарників на кам'янистих гірських схилах, уривисті береги річок. Зустрічається на висоті до 3000 м над рівнем моря. Вихід із зимової сплячки відбувається в квітні — травні. Зимує в порожнинах під коренями чагарників й дерев, під осипами.
Належить до яйцеживородних змій. Парування відбувається наприкінці квітня — на початку червня. Самиці в серпні — вересні народжують до 14 дитинчат 17—20 см завдовжки.
Живиться дрібними ссавцями, птахами та ящірками.

## Охорона
Стан більшості природних популяцій виду в межах ареалу залишається більш-менш стабільним. Саме тому він, згідно Червоного списку МСОП, отримав охоронний статус «відносно благополучний вид». Трапляється в кількох природних резерватах, тому не потребує запровадження спеціальних охоронних заходів.

## Практичне значення
Отруйна змія. У складі отрути є гемотоксіни, що діють на кровотворну систему, викликають крововиливу, тромбози і в підсумку великі некрози. Присутня також частка нейротоксинів, які діють на нервову систему, викликаючи параліч дихального центру та інших нервових вузлів.

## Систематика
Донедавна до щитомордника середнього на правах підвиду відносили кавказьку форму щитомордника звичайного Gloydius halis intermedius. У сучасній герпетології щитомордника середнього пов'язують з щитомордником кам'янистий Gloydius saxatilis на правах молодшого синоніма. 